# Cleaver Peak
Der Cleaver Peak ist ein Berg im Grand-Teton-Nationalpark im Westen des US-Bundesstaates Wyoming. Er hat eine Höhe von 3373 m und ist Teil der Teton Range in den Rocky Mountains. Er liegt am westlichen Ende des Moran Canyon, rund einen Kilometer nördlich des Maidenform Peak und südlich des Window Peak. Der kleine Bergsee Cirque Lake liegt unmittelbar östlich des Cleaver Peak.

## Belege
1. ↑  Peakbagger: Cleaver Peak. Abgerufen am 6. Februar 2021.
2. ↑  Geonames: Cleaver Peak. Abgerufen am 6. Februar 2021.